# Tactică militară

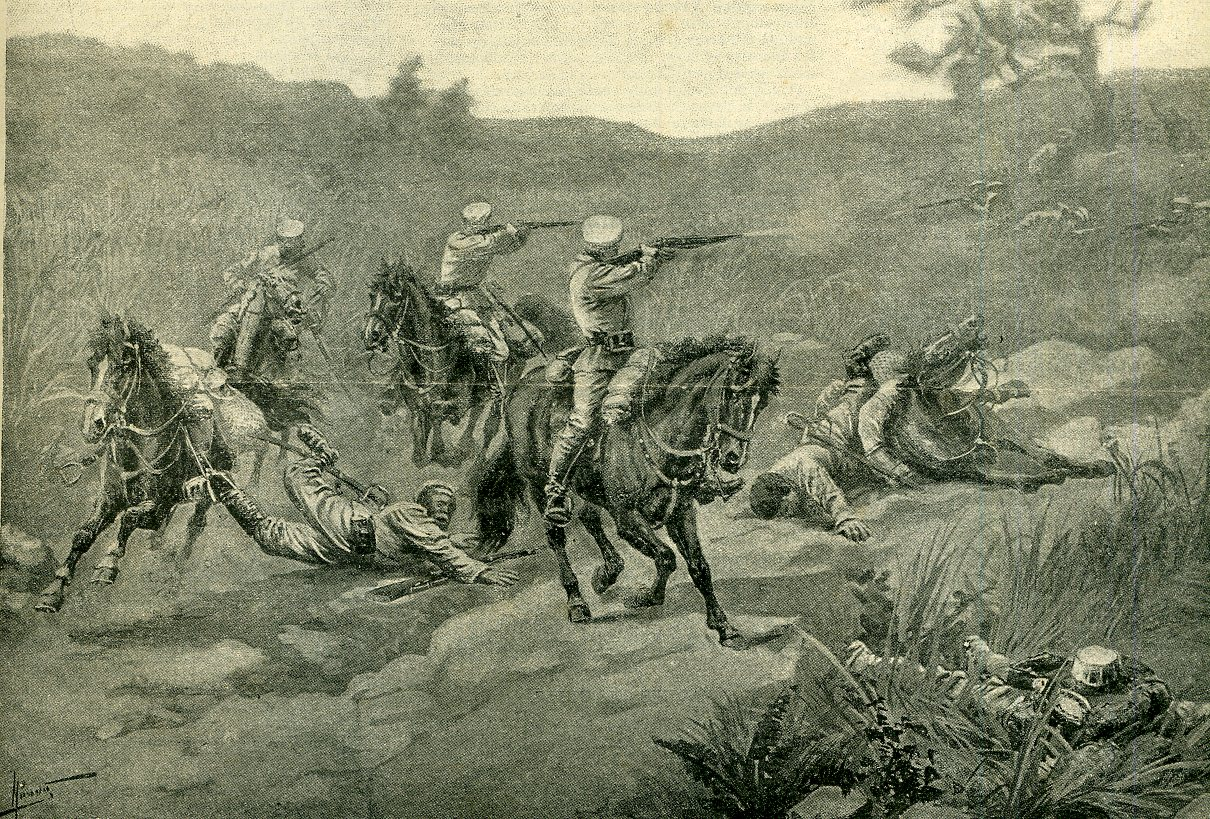
Ambuscada este o tactică militară

Tactica se referă la mijloacele practice folosite pentru a realiza strategia. Strategia este planul general. Pentru a da un exemplu din armată, strategia de a câștiga un război ar putea fi eliminarea capacităților de război inamice. Tacticile folosite pentru a realiza acest plan pot fi atacuri surprinzătoare, distrugerea sistemelor de telecomunicații, bombardamente ale obiectivelor strategice și alte asemenea tehnici speciale. Tactica depinde de strategie. Daca în război se folosește o strategie defensivă, se vor folosi anumite tactici (de exemplu război de gherilă), pe când dacă strategia este ofensivă, se vor folosi alte tactici (bombardamente strategice).